# Miiko Albornoz
Miiko Martín Albornoz Inola (født 30. november 1990 i Stockholm, Sverige) er en chilensk/svensk fodboldspiller (forsvarer). Han spiller for Vejle Boldklub i Danmark.
Albornoz har tidligere spillet i Sverige hos henholdsvis IF Brommapojkarna og Malmö FF.

## Landshold
Albornoz besidder både et svensk og et chilensk statsborgerskab, men spiller for Chiles landshold. Han står (pr. april 2018) noteret for ni kampe og én scoring for holdet, som han debuterede for 22. januar 2014 i en venskabskamp mod Costa Rica. Han var en del af den chilenske trup til VM i 2014 i Brasilien.